# Стратиграфічна межа
Стратиграфічна межа (рос. стратиграфическая граница, англ. stratigraphical boundary; нім. stratigraphische Grenze f) – 
- 1. Лінія або поверхня, яка розділяє два суміжні шари, що узгоджено залягають у стратиграфічному розрізі, незалежно від наявності або відсутності стратиграфічної перерви між ними.
- 2. Границя двох суміжних стратиграфічних одиниць (підрозділів).

Наявність двох типів границь (меж) стратиграфічних підрозділів – стратиграфічних і фаціальних – уперше зазначив український вчений А.М. Криштофович (1945). Стратиграфічні границі (межі) – поверхні, що обмежують конкретний стратиграфічний підрозділ по підошві (нижня межа) і покрівлі (верхня межа). Фаціальні (латеральні) межі найчастіше збігаються з виклинюванням товщі і є поверхнями складної конфігурації, що розділяють різні фації.